# کاکوتی (ازورگتی)
کاکوتی (گرجی: ქაქუთი) یک روستا در شهرداری ازورگتی در ناحیه گوریا در غرب گرجستان است.